# قائمة قصص عائلة سيمبسون المصورة
فيما يلي قائمة بسلسلة قصص عائلة سيمبسون المصورة (الهزلية) التي نشرتها شركة بونغو كوميكس في الولايات المتحدة الأمريكية، والتي تم اقتباسها من المسلسل الكرتوني التلفزيوني الشهير عائلة سيمبسون. صدر أول عدد من هذه السلسلة عام 1991 ضمن إصدارات مجلة عائلة سمبسون إليستراتد- كمجلة مرفقة (ينبغي عدم الخلط بينها وبين إصدارات عائلة سيمبسون إليستراتد التي تحمل نفس الاسم، والتي صدرت بدءًا من عام 2012). وقد حققت هذه السلسلة نجاحًا لدى القراء، مما شجع طاقم العمل، وهم مات غرونينغ، ورفقائه: بيل موريسون، ومايك روت، وستيف فانس وسيندي فانس على إنشاء شركة نشر تُدعى بونغو كوميكس. وبحلول نهاية عام 1993، كانت بونغو كوميكس قد أصدرت 4 عناوين للقصص المصورة الهزلية، وهي: مجلة عائلة سمبسون، وبارتمان، والرجل المشع، وإتشي وسكراتشي. ثم تلى ذلك نشر العددي من العناوين كانت عائلة سيمبسون بطلتها.
وفي وقت لاحق، في المملكة المتحدة، أُعيد نشر سلسلة عائلة سمبسون المصورة، وسلسلة بارت سيمبسون المصورة من قبل شركة مجلة تيتان بنفس العناوين.

## قائمة بالإصدارات
| العنوان                                         | تاريخ إصدار أول عداد | تاريخ انتهاء السلسلة |
| ----------------------------------------------- | -------------------- | -------------------- |
| قصص وحكايات عائلة سيمبسون (عدد واحد فقط)        | يناير 1993           | يناير 1993           |
| التاريخ الرسمي لشركة بونغو وميكس (عدد قصير فقط) | 1993                 | 1993                 |
| عائلة سيمبسون                                   | نوفمبر 1993          | مستمرة حتى الآن      |
| بارتمان                                         | ديسمبر 1993          | يوليو 1995           |
| بارتمان                                         | ديسمبر 1993          | نوفمبر 1994          |
| بارتمان                                         | يناير 1994           | 2004                 |
| بارتمان والرجل المشع                            | 1994                 | 1994                 |
| كريستي (3 أعداد قصيرة فقط)                      | يناير 1995           | مارس 1995            |
| ليزا (عدد قصير فقط)                             | أبريل 1995           | أبريل 1995           |
| عائلة سيمبسون وبيت الشجرة المرعب                | سبتمبر1995           | مستمرة حتى الآن      |
| بارت سيمبسون                                    | 2000                 | 2016                 |
| إصدار خاص لعائلة سيمبسون (عدد قصير فقط)         | ديسمبر 2001          | ديسمبر 2001          |
| عائلة سيمبسون و كوارث فوتثرما كروس              | أغسطس 2002           | مارس 2005            |
| عائلة سوبر يسمبسون المذهلة                      | يونيو 2006           | مستمرة حتى الآن      |
| عائلة سيمبسون وشتاء دوينقدينق                   | نوفمبر 2006          | مستمرة حتى الآن      |
| عائلة سيمبسون وصيف شينقدينق                     | يونيو 2007           | مستمرة حتى الآن      |
| عائلة سيمبسون وكنز تروف                         | يوليو 2007           | مستمرة حتى الآن      |
| كتاب الشباب المصور: كتاب مصور (5 أعداد قصيرة)   | يوليو 2010           | نوفمبر 2010          |
| عائلة سيمبسون إليسترايد (2012)                  | يناير 2012           | مستمرة حتى الآن      |
| عجائب ون شوت                                    | فبراير 2012          | مستمرة حتى الآن      |